# Geleitzug HX 231
Der Geleitzug HX 231 war ein alliierter Geleitzug der HX-Geleitzugserie zur Versorgung Großbritanniens im Zweiten Weltkrieg. Er fuhr am 25. März 1943 in New York ab und traf am 10. April in Liverpool ein. Die Alliierten verloren durch deutsche U-Boote sechs Frachtschiffe mit 41.500 BRT, während auf deutscher Seite zwei U-Boote verloren gingen.

## Zusammensetzung und Sicherung

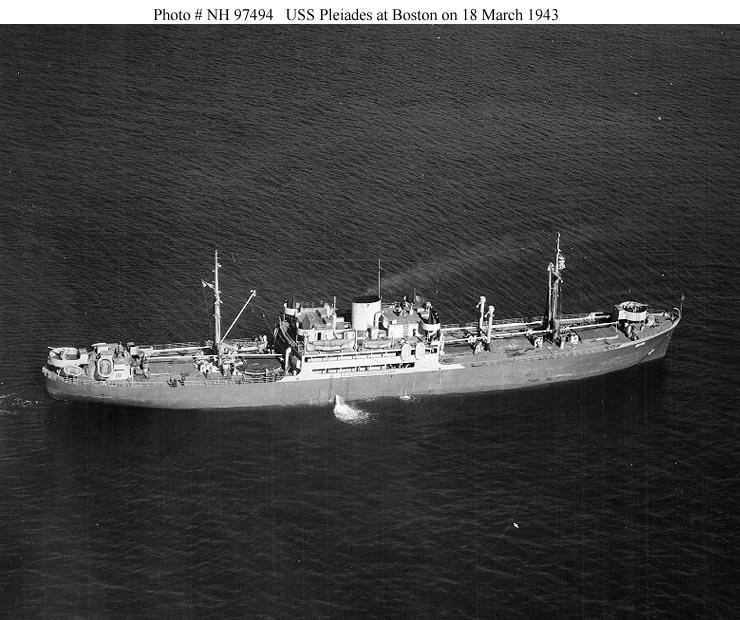
Die Pleiades, hier im Jahre 1943, fuhr im HX 231 mit.

Der Geleitzug HX 231 setzte sich aus 62 Frachtschiffen zusammen. Am 25. März 1943 verließen sie New York (Lage) in Richtung Liverpool (Lage). Kommodore des Konvois war Admiral C G Ramsey, der sich auf der Tyndareus eingeschifft hatte. Vom Auslaufen bis zum 31. März sicherte lediglich einzelne Sicherungsfahrzeuge den Konvoi. Ab 31. März übernahm die britische Escort Group B7 (Cdr. Gretton) mit der Fregatte Tay, dem Zerstörer Vidette und den Korvetten Alisma, Pink, Snowflake und Loosestrife das Geleit bis nach Liverpool.
| Name               | Flagge                 | Vermessung in BRT | Verbleib                              |
| ------------------ | ---------------------- | ----------------- | ------------------------------------- |
| Amastra            | Vereinigtes Königreich | 8.031             |                                       |
| Ancylus            | Vereinigtes Königreich | 8.017             |                                       |
| Aruba              | Niederlande            | 3.979             |                                       |
| Asbjorn            | Vereinigtes Königreich | 4.387             |                                       |
| Athelregent        | Vereinigtes Königreich | 8.881             |                                       |
| Athos              | Norwegen               | 8.267             |                                       |
| Atlantida          | Honduras               | 4.191             |                                       |
| Beaverhill         | Vereinigtes Königreich | 10.041            |                                       |
| Blitar             | Niederlande            | 7.065             | am 5. April von U 632 versenkt (Lage) |
| British Ardour     | Vereinigtes Königreich | 7.124             | am 5. April von U 706 versenkt (Lage) |
| British Confidence | Vereinigtes Königreich | 8.494             |                                       |
| City of Lyons      | Vereinigtes Königreich | 7.063             |                                       |
| Clan Cameron       | Vereinigtes Königreich | 7.243             |                                       |
| Eli Whitney        | Vereinigte Staaten     | 7.181             |                                       |
| Empire Chief       | Vereinigtes Königreich | 8.040             |                                       |
| Empire Coleridge   | Vereinigtes Königreich | 9.798             |                                       |
| Empire Dickens     | Vereinigtes Königreich | 9.819             |                                       |
| Empire Marvell     | Vereinigtes Königreich | 9.812             |                                       |
| Erin               | Vereinigtes Königreich | 5.841             |                                       |
| Esso Dover         | Vereinigte Staaten     | 8.880             |                                       |
| F J Wolfe          | Vereinigtes Königreich | 12.190            |                                       |
| Fort Finlay        | Vereinigtes Königreich | 7.134             |                                       |
| Fort Jemseg        | Vereinigtes Königreich | 7.134             |                                       |
| Fort Thompson      | Vereinigtes Königreich | 7.134             |                                       |
| Geo W McKnight     | Vereinigtes Königreich | 12.502            |                                       |
| Georgian           | Vereinigte Staaten     | 5.825             |                                       |
| Jamaica Planter    | Vereinigtes Königreich | 4.098             |                                       |
| Joel R Poinsett    | Vereinigte Staaten     | 7.176             |                                       |
| Katy               | Norwegen               | 6.825             |                                       |
| Kent               | Vereinigtes Königreich | 8.697             |                                       |
| Lady Rodney        | Vereinigtes Königreich | 8.194             |                                       |
| Laurelwood         | Vereinigtes Königreich | 7.347             |                                       |
| Lochmonar          | Vereinigtes Königreich | 9.412             |                                       |
| Manchester Port    | Vereinigtes Königreich | 7.071             |                                       |
| Mobilgas           | Vereinigtes Königreich | 9.925             |                                       |
| Mosdale            | Norwegen               | 3.022             |                                       |
| Nassa              | Vereinigtes Königreich | 8.134             |                                       |
| Noah Webster       | Vereinigte Staaten     | 7.176             |                                       |
| Norheim            | Norwegen               | 9.816             |                                       |
| Norvinn            | Panama                 | 6.322             |                                       |
| Ocean Volunteer    | Vereinigtes Königreich | 7.174             |                                       |
| Ornefjell          | Norwegen               | 1.334             |                                       |
| Pandorian          | Vereinigtes Königreich | 4.159             |                                       |
| Pierre Soule       | Vereinigte Staaten     | 7.191             |                                       |
| Pleiades           | Vereinigte Staaten     | 3.600             |                                       |
| Port Sydney        | Vereinigtes Königreich | 9.129             |                                       |
| Raphael Semmes     | Vereinigte Staaten     | 6.165             |                                       |
| Reinholt           | Norwegen               | 4.799             |                                       |
| Salland            | Niederlande            | 6.447             |                                       |
| Saluta             | Vereinigtes Königreich | 6261              |                                       |
| San Adolfo         | Vereinigtes Königreich | 7.365             |                                       |
| San Ambrosio       | Vereinigtes Königreich | 7.410             |                                       |
| Santa Maria        | Vereinigte Staaten     | 6.507             |                                       |
| Scebeli            | Norwegen               | 3.025             |                                       |
| Shillong           | Vereinigtes Königreich | 5.529             | am 5. April von U 635 versenkt (Lage) |
| Slemmestad         | Norwegen               | 4.258             |                                       |
| Sovac              | Vereinigtes Königreich | 6.724             |                                       |
| Stephen C Foster   | Vereinigte Staaten     | 7.106             |                                       |
| Sunoil             | Vereinigte Staaten     | 9.005             | am 5. April von U 563 versenkt (Lage) |
| Thomas Sumter      | Vereinigte Staaten     | 7.177             |                                       |
| Tjibadak           | Niederlande            | 7.083             |                                       |
| Torr Head          | Vereinigtes Königreich | 5.021             |                                       |
| Tulsa              | Vereinigte Staaten     | 5.083             |                                       |
| Tyndareus          | Vereinigtes Königreich | 11.361            |                                       |
| USS Merak          | Vereinigte Staaten     | 6.982             |                                       |
| Vaalaren           | Schweden               | 3.406             | am 5. April von U 229 versenkt (Lage) |
| Waroonga           | Vereinigtes Königreich | 9.365             | am 5. April von U 635 versenkt (Lage) |
| William Mulholland | Vereinigte Staaten     | 7.176             |                                       |
| William Whipple    | Vereinigte Staaten     | 7.181             |                                       |

## Verlauf
Am 4. April 1943 sichtete das deutsche U-Boot U 530, das auf dem Rückmarsch vom Operationsgebiet zu seiner Basis in Frankreich war, den Konvoi. Daraufhin wurden U 229 und U 532 ebenfalls auf ihn angesetzt. Bis zum Einbruch der Dunkelheit erreichen weitere drei Boote und noch zwei Boote in der Nacht den Geleitzug. In der Nacht erfolgte durch U 635 ein Angriff auf die Shillong die unter dem Verlust von 71 ihrer 78 Crewmitglieder sank. Anschließend versenkte U 635 den Frachter Waroonga der 19 von 132 Personen mit in die Tiefe nahm. Darauf folgend zerstörte U 229, den schwedischen Frachter Valaaren, der dem Konvoi hinterher hing. Dabei wurde die gesamte 38-köpfige Besatzung getötet. In der Zwischenzeit orteten die alliierten Sicherungsfahrzeuge U 572 bei einem Angriffsversuch und rammten es. Am Tage des 5. Aprils erschienen mehrere Consolidated B-24 „Liberator“ des RAF-Squadron 86 und versuchten weitere U-Boot-Angriffe zu vereiteln. Trotzdem gelang es U 563 den Tanker Sunoil, der wegen eines Maschinenschadens etwas zurückgefallen war, zu torpedieren und zu beschädigen. Später versenkte ihn U 530 unter Verlust der gesamten 69 Mann starken Besatzung. Am Nachmittag kam U 706 auf den Tanker British Ardour zum Schuss und versenkte ihn, wobei die gesamte Besatzung gerettet werden konnte. Währenddessen versenkte eine „Liberator“ des RAF-Squadron 120, nahe dem Konvoi, U 635 (Lage) mit der gesamten 47-köpfigen Besatzung. In der Nacht zum 6. April traf U 632 den Frachter Blitar der daraufhin sank und 26 Seeleute mit in die Tiefe riss. Als U 632 (Lage) dann am Nachmittag des 6. April einen weiteren Angriff starten wollte erwischte es eine Liberator des RAF-Squadron 86 mit Wasserbomben, worauf es schnell sank und die gesamte Besatzung von 48 Mann getötet wurde. Es folgten weitere Angriffe von alliierten Flugzeugen und Sicherungsfahrzeugen auf U 306 und U 594, die dabei leicht beschädigt wurden. Inzwischen traf die 4th Support Group mit den Zerstörern Inglefield, Fury, Eclipse und Icarus beim Konvoi ein und drängte zusammen mit der Luftsicherung die fühlungshaltenden U-Boote U 270, U 229, U 564, U 134, U 563 und am 7. April morgens U 260 ab. Insgesamt wurden sechs Schiffe mit 41.494 BRT versenkt.